# تشارلز جونز (لاعب كريكت)
تشارلز جونز (بالإنجليزية: Charles Jones)‏ (9 فبراير 1870 في أستراليا - 25 مارس 1957) هو لاعب كريكت أسترالي. لعب مع فريق فكتوريا للكريكت.

## وصلات خارجية
- تشارلز جونز على موقع إي آس بي آن كريك إنفو (الإنجليزية)